# 呉市交通局
呉市交通局（くれしこうつうきょく）は、かつて広島県呉市で公営バス事業（呉市営バス）・軌道事業（呉市電）を行っていた地方公営企業法及び地方公営企業法施行令、呉市交通事業の設置等に関する条例による地方公営企業。
呉市営バスは、2010年3月31日時点で路線数18、乗合営業キロ 288.3 km 。2010年度の輸送人員は約1600万人であった。呉市電は1967年に廃止されている。交通局の本局は広島県呉市宝町1番10号に所在していた。呉市営バスの廃止に伴い、広島県内から公営交通事業者が消滅した。

## 沿革
- 1909年（明治42年） 呉電気鉄道により、中国地方で岩国電気軌道に次ぎ2番目の電車が開通。
- 1941年（昭和16年） 呉市が沿岸タクシーのバス事業を買収。バス事業を行う交通課発足。
- 1942年（昭和17年） 呉市が呉電気鉄道が改編した芸南電気軌道を買収。交通局発足。
- 1955年（昭和30年） 中国地方及び四国地方で初のワンマンバス「二河循環線」の運行開始。
- 1961年（昭和36年） 市内線としては日本初となるワンマン電車の運行を開始。
- 1967年（昭和42年） 軌道事業を廃止。
- 2008年（平成20年） 1月に広島-呉-蒲刈線にICカード乗車券PASPY導入、2008年度内に焼山線に導入。江能線廃止、江田島バスに移管。東営業所及び、警固屋営業所が阿賀南営業所へ統合。貸切事業を縮小。
- 2009年（平成21年）10月17日にPASPYを全路線に導入完了。
- 2011年（平成23年）12月16日、呉市議会において「交通事業廃止」の条例案を賛成多数で可決[3]。
- 2011年（平成23年）12月20日、広島電鉄取締役会が「呉市交通局の路線移譲に係る基本協定」を締結することを決議[1]。
- 2011年（平成23年）12月21日、バス事業の廃止届を国土交通省中国運輸局に提出。同日、広島電鉄は路線を引き継ぐための許可申請を行った[4]。
- 2012年（平成24年） 3月31日、この日の運行をもって呉市営バスの営業を終了[2][5]。4月1日より広島電鉄に営業譲渡[6]。

## 呉市営バス
いずれも特記ない限り、内容は廃止時点のもの。

### 営業所・出張所（車庫）
- 阿賀南営業所（2008年4月1日、警固屋営業所及び東営業所を統合）
  - 広島県呉市阿賀南7丁目1番50号
- 阿賀南営業所本浦車庫
  - 広島県呉市倉橋町才ノ木
- 中央営業所
  - 広島県呉市宝町1番10号
- 昭和営業所
  - 広島県呉市焼山北1丁目12番21号
- 江能出張所 - 2008年4月1日廃止（江能線廃止による）

### 路線

#### 一般路線
- 阿賀音戸の瀬戸線
- 宮原線
- 呉倉橋島線
- 郷原黒瀬線
- 天応川尻線
- 広島呉線（準高速バス・クレアライン）
- 広長浜呉駅線
- 白石白岳交叉点循環線
- 横路交叉点循環線
- 焼山熊野苗代線
- 昭和循環線
  - 北コース
  - 中央コース
  - 南コース
- 広島焼山線
- 辰川線
- 長の木呉駅循環線
- 三条二河長迫循環線
- 市役所宝町循環線
- 宝町中央循環線
- 呉探訪ループバス（コース）
- 江能線：2008年3月31日をもって廃止、江田島バス（旧・能美バス）に転換
- 広島蒲刈線（準高速バス）：2008年11月18日をもって廃止、さんようバス（旧・おおさきバス）に継承ならびに経路変更。詳細はさんようバスならびに広島 - 蒲刈・豊浜・豊線を参照。

#### コミュニティバス
- ハーティーバス（HEARTY BUS）
  - 2000年（平成12年）10月23日運行開始。運賃100円のワンコインバスとして運行されていたが、2005年頃に廃止された。愛称「ハーティーバス」は、呉市が都市づくりの基本戦略として推進する「ハーティーポリス」に由来する。市内にある大型病院である国立病院機構呉医療センターや呉共済病院を結び、生活路線となっていた。路線名は「中央桟橋市役所循環線」。

### バス車両
乗合車164両、貸切車5両が在籍（2010年3月末時点）。
主力は三菱ふそう・日野自動車製。日産ディーゼル製大型CNGノンステップバス、日本初の日野自動車製中型CNGノンステップバスも保有していた。
車体塗装は白地にスカイブルーと赤。バリアフリー法適合車は配色が異なっている。かつて循環線には黄色とスカイブルーが使われていた。
末期は購入費用抑制のため積極的に中古車を導入しており、高槻市交通部、横浜市交通局、名古屋市交通局などからの購入実績がある。
いすゞ自動車製ボンネットバスも保有しており、1985年11月まではいすゞ・BXD30型ボンネットバスを一般路線で使用していた。観光目的以外での運行としては、日本で最後までボンネットバスを使用していた事業者である。ボンネットバスは観光目的での運行や「ひろしまバスまつり」での展示や保管が行われていたが、広島電鉄への経営移譲時には呉市産業部に移されることになった。
ボンネットバス以外の在籍車両のうち、141両は広島電鉄へ移譲され、廃止時点での車両デザインは移譲後に「広電バス」のデザインに塗り替えられた。移譲直後は暫定的に「呉市交通局」表記を「広島電鉄」に書き換えた上で広電方式の車両番号を追加、正面の市章を垂れ幕で隠した状態で運行され、車内放送も社局名のみ差し替えたものが使用されていた。

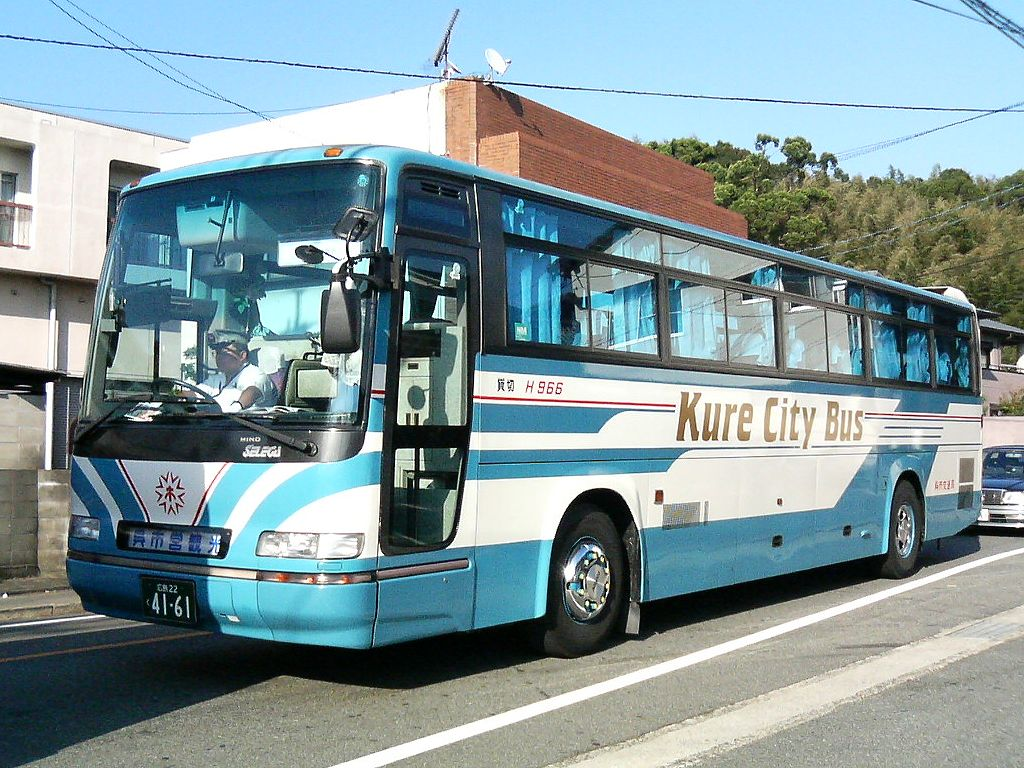
貸切車
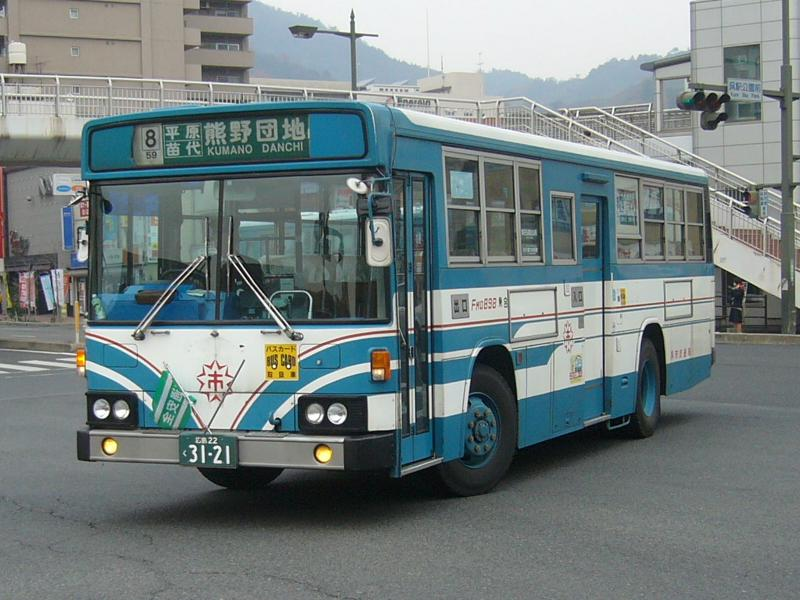
一般路線車
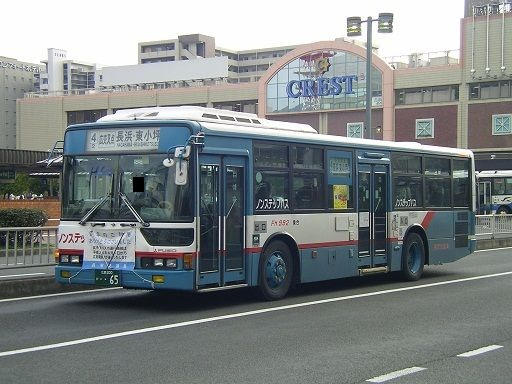
ノンステップ一般路線車
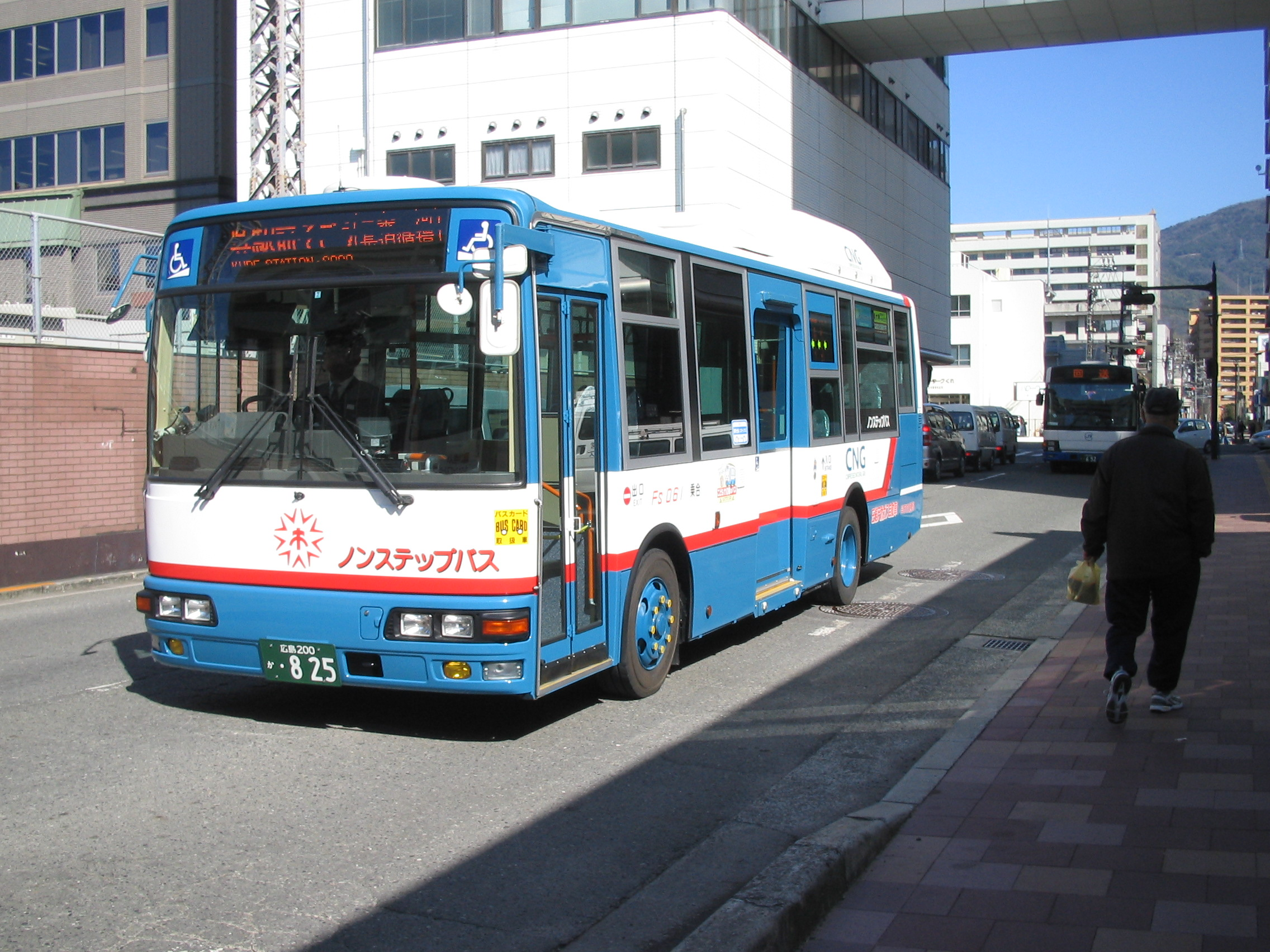
ノンステップ一般路線車（中型・CNG）
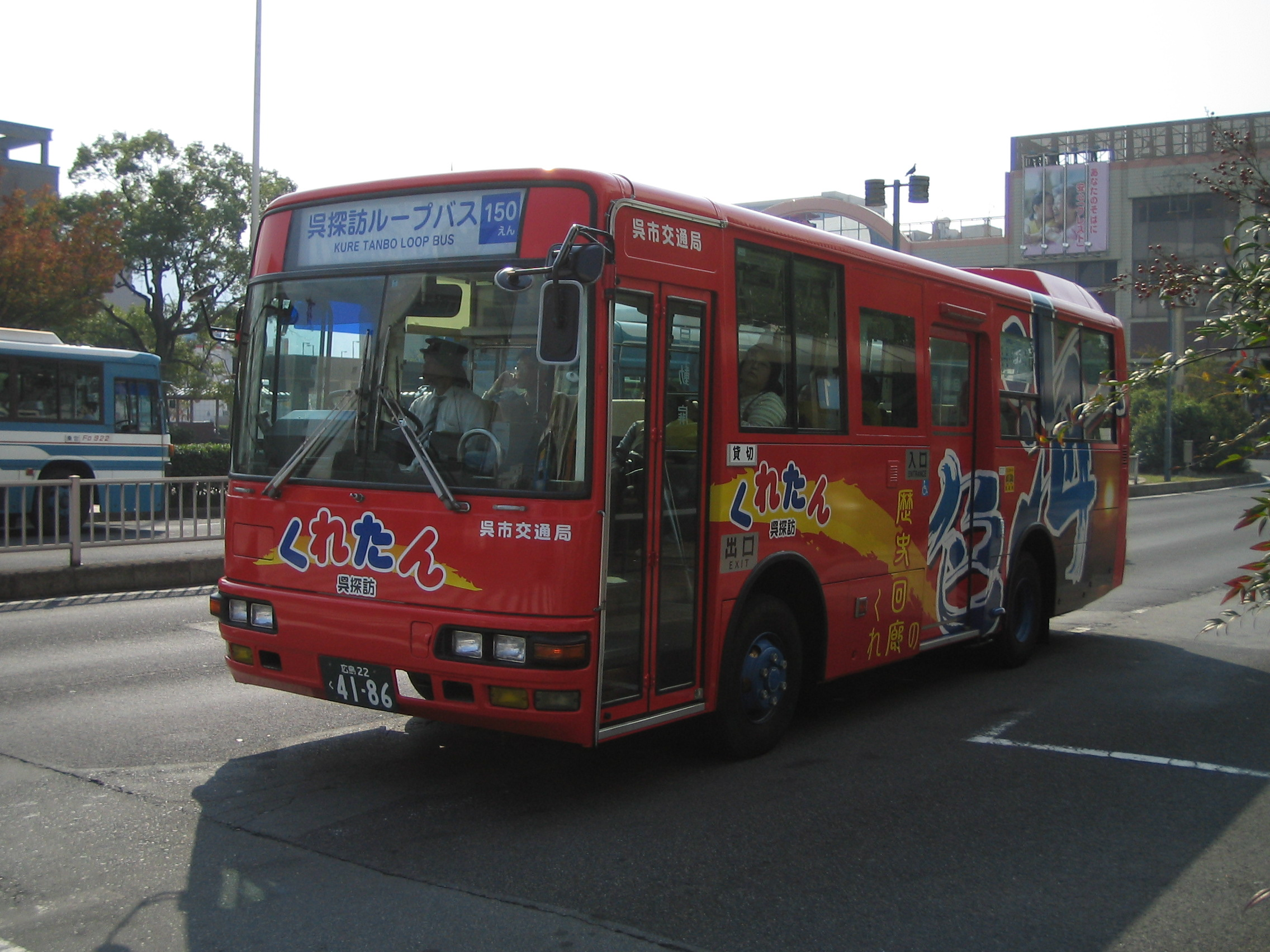
呉探訪ループバス「くれたん」
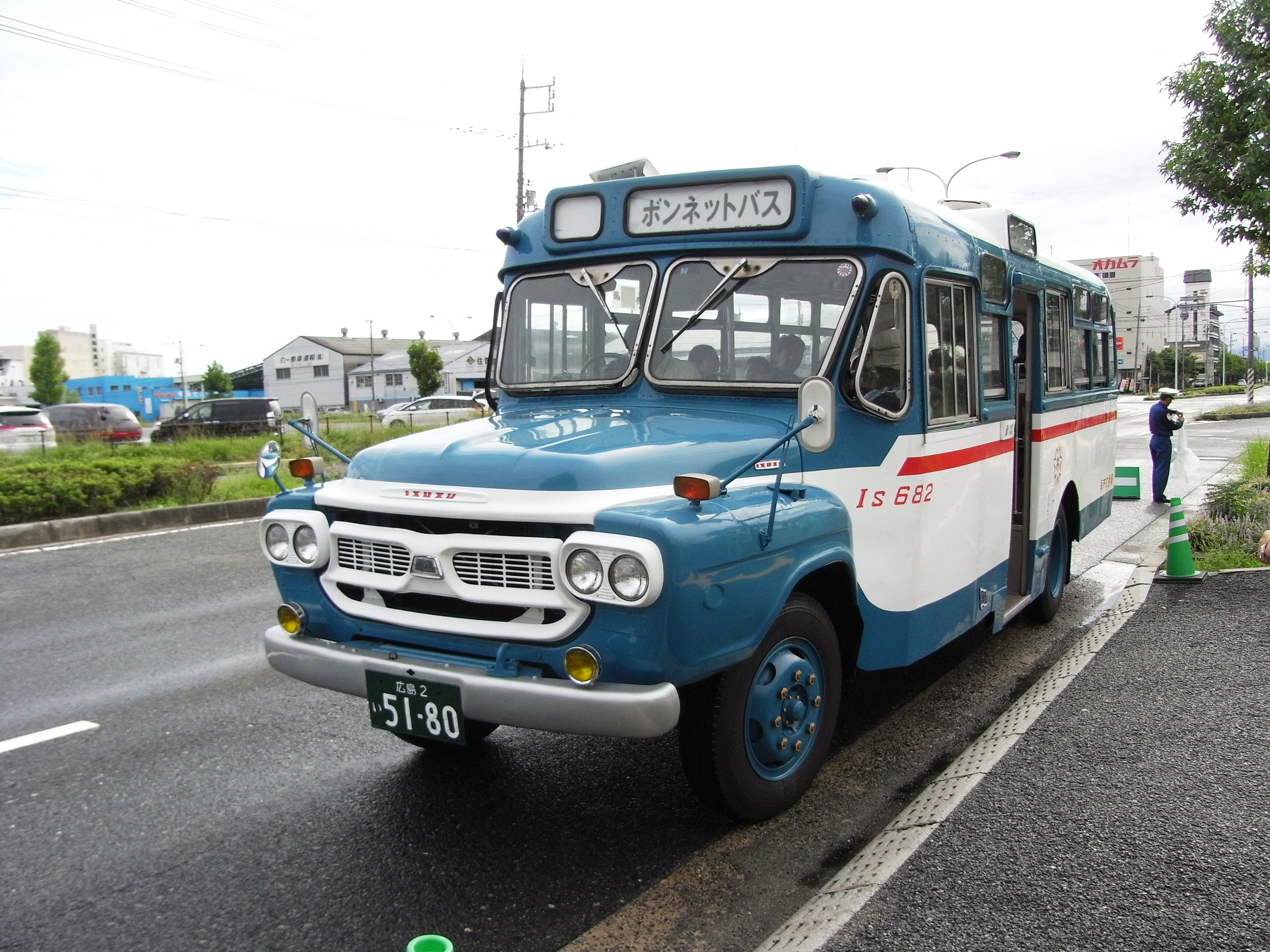
呉市交通局で最期まで使われたボンネットバスの1両。
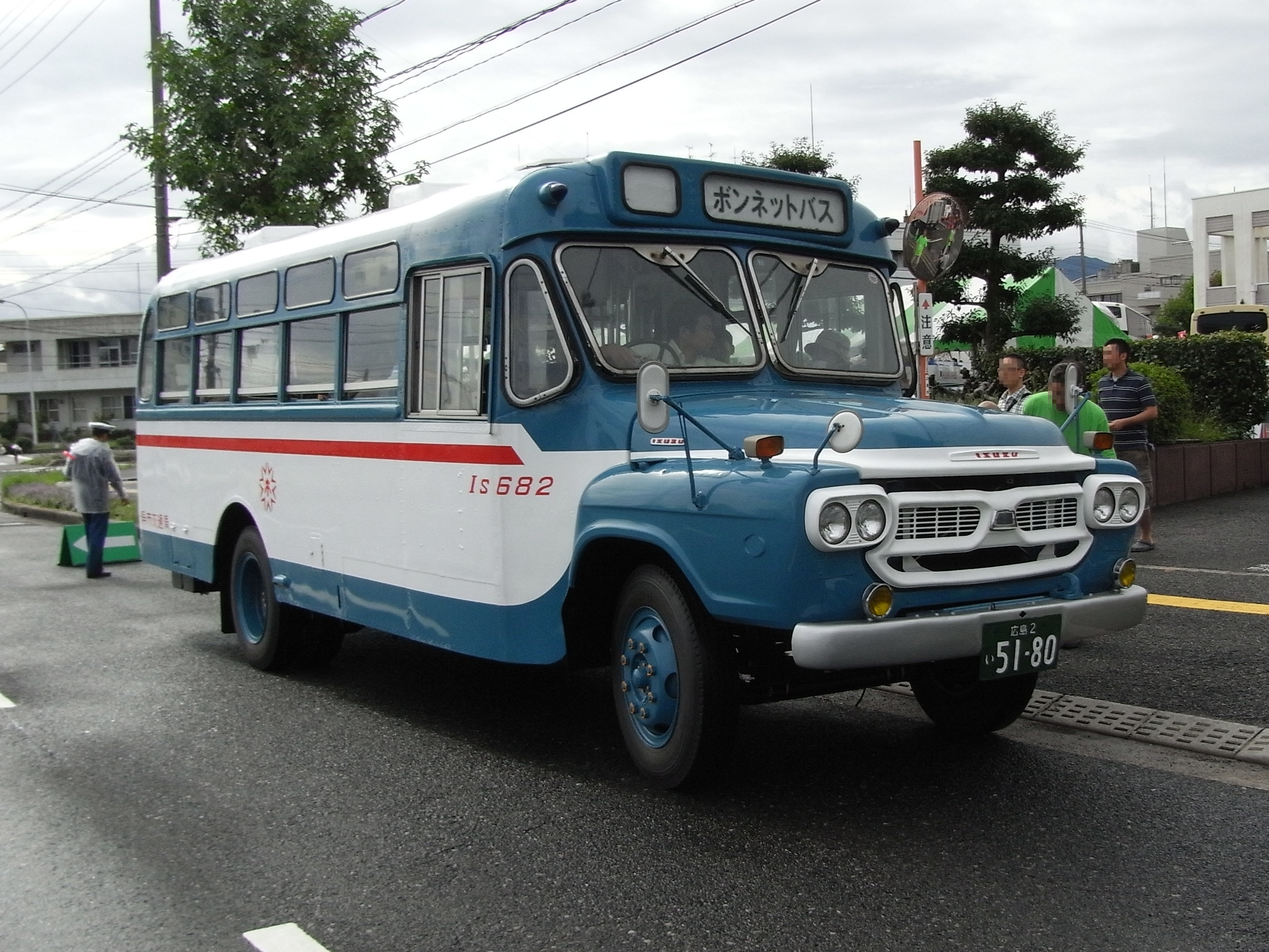
ボンネットバスの別サイド
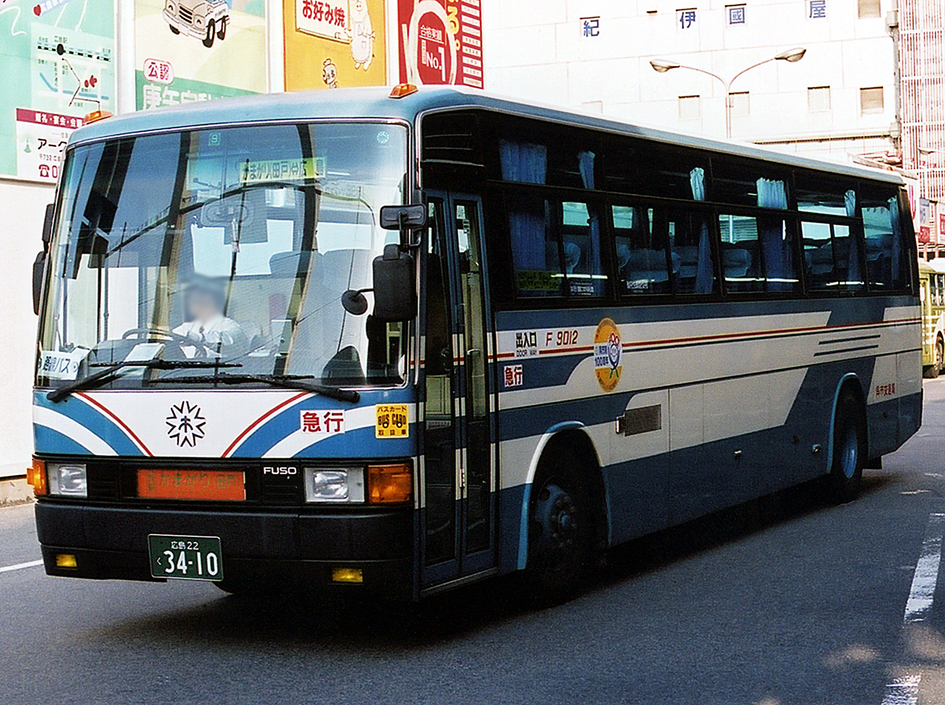
広島蒲刈線バス
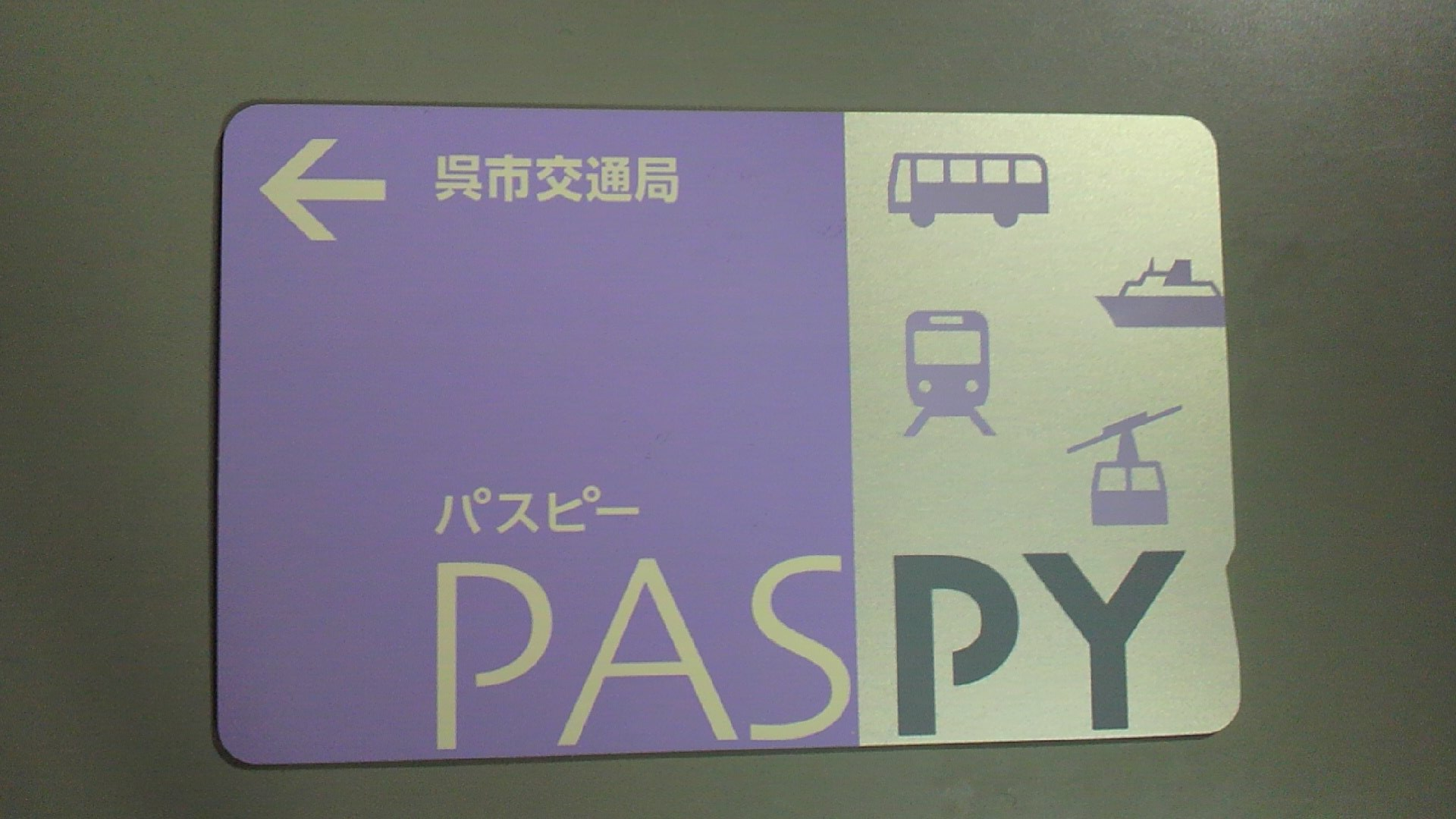
「PASPY」（呉市交通局）（表面）

## 市営バス民間移譲
呉市の小村和年市長は2010年9月8日、市議会協議会において市営バス事業の民営事業者への譲渡を2012年4月より行う方針を表明した。
市営バスは2010年4月時点で、約160台の車両と224名の職員によって運営されていたが、市の一般会計から年間12-13億円程度を繰り入れており、市税の1割を市営バス維持に使われていた。またバス利用者もこの10年間で約3割も減少していることから、赤字解消のめどが立たず市の財政負担削減が課題となっていた。市は職員の給料をカットして維持する市営維持案、一部営業所を民営事業者へ委託する管理の受委託案、子会社化（第三セクター化）、完全民営委譲の4案から検討していたが、市の財政負担の削減効果が大きく、接客水準やサービスの向上が見込めるとして、完全民間移譲案を選択した。なお、職員は市内他部局への配置転換や民営事業者での再雇用を協議する意向とした。また、路線については民営化後も2年は維持するとした。
譲渡する民営事業者の公募の条件として、規模が市営バスと同等以上で県内にある事業者を条件としており、広島電鉄、JRバス中国、広島交通、広島バスの4社が候補となり、2010年11月上旬に事業者を募ると広島電鉄と中国ジェイアールバスが説明会に出席し、応募した。その後に選定委員会が書類・プレゼンテーションで審査した結果、2010年11月30日の市議会公共交通問題対策特別委員会で委譲先を広島電鉄に決定した。